# 부흐웨주구
부흐웨주구(Buhweju)는 우간다의 구로 행정 중심지는 은시카이며 면적은 801.5km2, 인구는 101,300명(2012년 기준)이다. 행정 구역상으로는 서부 주에 속한다. 서쪽과 북서쪽으로는 루비리지 구, 북동쪽으로는 이반다 구, 동쪽으로는 음바라라 구, 남동쪽으로는 셰마 구, 남서쪽으로는 부셰니 구와 접한다.

## 같이 보기
- 우간다의 행정 구역